# 롬바드가 (런던)

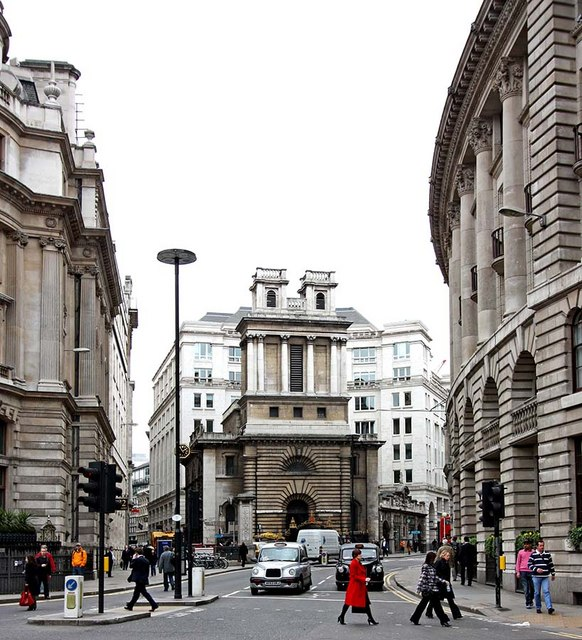
롬바드 가

롬바드 가(영어: Lombard Street)는 런던의 거리이다. 잉글랜드 은행에서 동쪽으로 300m 정도의 거리이다.